# Un motivo maledetto
Un motivo maledetto è un singolo della cantante italiana Irene Grandi, il primo estratto dal primo album in studio Irene Grandi; venne pubblicato nel novembre del 1993.
Il brano, scritto in collaborazione con Lorenzo Ternelli (in arte Telonio), permise alla cantante di partecipare alla manifestazione Sanremo Giovani, conquistando l'ammissione al successivo Festival di Sanremo 1994.

## Tracce
1. Un motivo maledetto
2. Un motivo maledetto (Down Beat Version)
3. Un motivo maledetto (Sanremo Version)
4. Un motivo maledetto (Extended Version)